# United Football League
United Football League (skrót: UFL, Zjednoczona Liga Futbolowa) – nieistniejąca już zawodowa liga futbolu amerykańskiego, złożona początkowo z 5 zespołów. Liga powstała w roku 2007, jednak swój pierwszy sezon rozegrała w 2009 roku.

## Historia
UFL powstała w celu zapewnienia mieszkańcom mniejszych miast możliwości oglądania zawodowego futbolu amerykańskiego na żywo. Podczas gdy główny konkurent w postaci National Football League działa głównie w obszarach metropolitalnych liczących ponad milion mieszkańców. Według UFL w Stanach Zjednoczonych jest około 21 mniejszych miast, gdzie profesjonalne drużyny futbolu amerykańskiego mogą działać efektywnie. W 2012 roku ligę rozwiązano.

## System rozgrywek
W przeciwieństwie do innych lig w USA, kolejki ligi UFL rozgrywane są także w środku tygodnia. Sezon składający się z dziesięciu rund rozpoczyna się w połowie września i kończy pod koniec listopada. Finał nazywany jest UFL Championship Game.

## Zespoły
W lidze UFL grają 4 zespoły. W sezonie 2011 drużyna Florida Tuskers została przeniesiona do Wirginii i zmieniła nazwę na Virginia Destroyers.
| Zespół                    | Miasto                  | Stadion                   | Data założenia |
| ------------------------- | ----------------------- | ------------------------- | -------------- |
| Las Vegas Locomotives     | Las Vegas, Nevada       | Sam Boyd Stadium          | 2009           |
| Omaha Nighthawks          | Omaha, Nebraska         | Johnny Rosenblatt Stadium | 2010           |
| Sacramento Mountain Lions | Sacramento, Kalifornia  | Hornet Stadium            | 2009           |
| Virginia Destroyers       | Hampton Roads, Wirginia | Virginia Beach Sportsplex | 2010           |

## Finały
Dwie najlepsze drużyny sezonu regularnego grają w finale o William Hambrecht Trophy, nazwane na cześć współzałożyciela UFL
.
| Rok  | Mistrz                | Wynik | Finalista             | Stadion                                    | MVP                 |
| ---- | --------------------- | ----- | --------------------- | ------------------------------------------ | ------------------- |
| 2009 | Las Vegas Locomotives | 20-17 | Florida Tuskers       | Sam Boyd Stadium – Las Vegas               | DeDe Dorsey (LVL)   |
| 2010 | Las Vegas Locomotives | 23-20 | Florida Tuskers       | Rosenblatt Stadium – Omaha                 | Chase Clement (LVL) |
| 2011 | Virginia Destroyers   | 17-3  | Las Vegas Locomotives | Virginia Beach Sportsplex – Virginia Beach | Aaron Rouse (VD)    |